# Susan Wheeler Duff
Susan Wheeler Duff (* 1958 in Philadelphia, Pennsylvania als Susan Wheeler Duff von Moschzisker) ist eine US-amerikanische Schauspielerin. Sie ist seit 1982 mit dem Schauspieler David Morse verheiratet und hat zwei Söhne sowie eine Tochter.

## Filmografie (Auswahl)
- 1984: Das Gelübde zerbricht (Shattered Vows)
- 1985: Ich war seine Frau – und wurde sein Opfer (Deadly Intentions)
- 1985: Twilight Zone
- 1986: Miracles – Ein ganz unglaubliches Abenteuer (Miracles)
- 1987: Personal Foul
- 1987: L.A. Law – Staranwälte, Tricks, Prozesse (L.A. Law)
- 1987: Throb
- 1987: Mr. President
- 1988: Hotel
- 1989: Murphy Brown